# Mysterium Tremendum
Mysterium Tremendum é um álbum da Mickey Hart Band, um grupo musical liderado pelo ex-baterista da Grateful Dead, Mickey Hart. Foi lançado pela 360° Productions em 10 de abril de 2012.
O Mysterium Tremendum foi criado com a Mickey Hart Band, com percussionistas convidados e outros músicos, tocando música junto com o que Hart chamou de "sons cósmicos". Esses sons foram criados pegando luz, ondas de rádio e outras radiações eletromagnéticas emitidas por objetos celestes como o sol, planetas, estrelas e galáxias, e usando computadores para transformá-lo em ondas sonoras. Hart declarou: "Combinei imagens sonoras da formação do nosso universo com sons extraídos de instrumentos musicais. É tudo sobre as vibrações que compõem o universo infinito. Nesse caso, eles começaram como ondas de luz e essas ondas de luz ainda estão lavando sobre nós. Cientistas da Penn State, Lawrence Berkeley Labs e Meyer Sound transformaram essas ondas de luz em ondas sonoras". Hart disse que trabalhou com George Smoot, um cientista que, com John C. Mather, recebeu o Prêmio Nobel de Física em 2006 por seu trabalho na radiação cósmica de fundo em micro-ondas.
Sete das doze faixas do álbum têm letras escritas por Robert Hunter, que escreveu as palavras de muitas músicas da Grateful Dead.

## Lista de músicas
1. "Heartbeat of the Sun" (Mickey Hart, Ben Yonas, Crystal Monee Hall, Sikiru Adepoju, Giovanni Hidalgo, Zakir Hussain) – 4:50
2. "Slow Joe Rain" (Robert Hunter, Hart, Babatunde Olatunji, Andre Pessis, Yonas) – 4:54
3. "Cut the Deck" (Hunter, Hart, Cliff Goldmacher, Yonas) – 7:39
4. "Starlight Starbright" (Hunter, Hart, Pessis, Yonas) – 6:47
5. "Who Stole the Show?" (Hart, Adepoju, Pessis, Yonas, Tim Hockenberry, Steve Kimock, Dave Schools) – 3:52
6. "Djinn Djinn" (Hart, Goldmacher, Hall, Hockenberry, Hussain, Yonas) – 5:35
7. "This One Hour" (Hunter, Hart, Hall, Hockenberry, Yonas) – 8:16
8. "Supersonic Vision" (Hunter, Hart, Goldmacher, Hall, Yonas) – 7:07
9. "Time Never Ends" (Hart, Yonas, Hall, Hockenberry) – 6:49
10. "Let There Be Light" (Hunter, Hart, Pessis, Yonas, Hall, Hockenberry, Schools) – 4:12
11. "Ticket to Nowhere" (Hunter, Hart, Yonas, Hall, Hockenberry, Kimock) – 6:38
12. "Through Endless Skies" (Hart, Pessis, Yonas) – 7:22